# Oulu, Wisconsin
Oulu là một thị trấn thuộc quận Bayfield, tiểu bang Wisconsin, Hoa Kỳ. Năm 2010, dân số của thị trấn này là 506 người.